# Fjärdingsväg

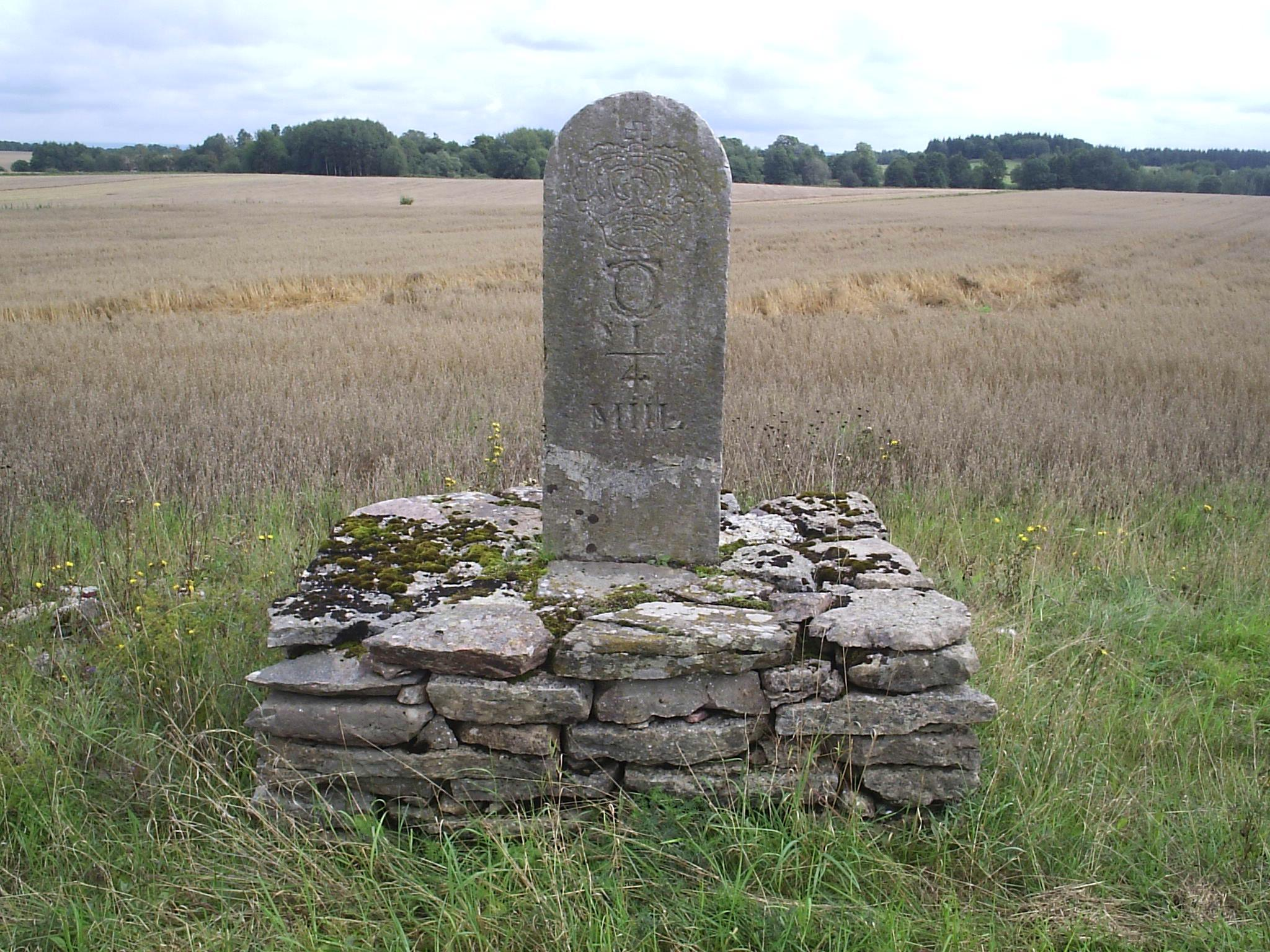
Milstolpe vid Dimbo, Tidaholms kommun

En fjärdingsväg är en fjärdedels gammal svensk mil. En fjärdingsväg motsvarar 9 000 fot eller 4 500 alnar, alltså 2 672 meter eller 2,672 kilometer.